# Ahmed Adawiya
Ahmed Adawiya (en arabe : أحمد عدوية ; en arabe égyptien : احمد عدويه), né le 26 juin 1945 dans le gouvernorat de Minya (royaume d'Égypte) et mort le 29 décembre 2024 au Caire, est un chanteur égyptien, précurseur de la musique shaabi.
À l'instar d'Oum Kalsoum, Mohamed Abdelwahab et Abdel Halim Hafez, Ahmed Adawiya fait partie de ce que l'on considère comme l'« âge d'or de la musique égyptienne ». Il est également considéré comme le précurseur du shaabi. Il se fait connaître dans les années 1970 en interprétant Bent El Sultan. Beaucoup de chanteurs comme Hakim, Deyea et Tarek Abdel Halim ont suivi sa voie.

## Biographie
Ahmed Adaweyah est né en 1945 dans la province de Minya en Égypte, d'un commerçant de bétail. Il a grandi avec 14 frères et sœurs. Plus tard, il a déménagé au Caire et a commencé à travailler comme serveur de restaurant, tout en chantant des chansons au Caire en 1969. Ses enregistrements se vendaient bien et étaient distribués via cassette audio dans les rues. Il est depuis apparu dans divers programmes musicaux.
En 2009, il a fait un duo avec Ramy Ayach, chantant Alnas Alrayiqa. En 2018, il a sorti une nouvelle chanson Helw Wasl. La danseuse ukrainienne Alla Kushnir apparaît dans le clip de la chanson.

## Discographie
- Bio
- Bent El Sultan